# Мартино, Кайл
Кайл Мартино (англ. Kyle Martino; род. 19 февраля 1981, Атланта) — американский футболист, выступавший на позиции полузащитника. В настоящее время футбольный аналитик.

## Карьера

### Школа
Мартино окончил среднюю школу Степлес в Ветспорте, штата Коннектикут.

### Колледж
Мартино учился в Виргинском университете с 1999 по 2001 года. На уровне футбола колледжа Кайл забил 17 голов и отдал 21 голевую передачу.

### Профессиональная
На Супердрафте МЛС 2002 года Мартино в первом раунде был выбран командой «Коламбус Крю». В первом своём сезоне Кайл в 22 матчах забил 2 гола и отдал 5 голевых передач и получил награду «Новичок года». Следующий сезон был неудачнымː Мартино не показывал хорошую игру, которую от него ожидали, хотя сохранил место в основном составе команды. В сезоне 2004 Кайл помог «Крю» достичь самой большой беспроигрышной серии в истории клуба. В 2006 году участвовал в сделки четырёх футболистов с «Лос-Анджелес Гэлакси»ːОн и Джон Волинец в обмен на Джозефа Нгвенья и Неда Грабовоя. В 2006 году в первом матче между «Коламбус Крю» и «Лос-Анджелес Гэлакси», ещё до сделки, на последних секундах Мартино забил победный гол.
В ноябре 2006 года был на просмотре в нидерландском клубе «НЕК», но контракт не был подписан. Также был на просмотре в английском «Лидс Юнайтед».
19 февраля 2008 года Мартино завершил профессиональную карьеру из-за травмы.

## Клубная статистика
| Клуб       | Клуб                 | Клуб       | Лига  | Лига | Кубок     | Кубок     | Кубок лиги | Кубок лиги | Континент    | Континент    | Итог  | Итог |
| Сезон      | Клуб                 | Лига       | Матчи | Голы | Матчи     | Голы      | Матчи      | Голы       | Матчи        | Голы         | Матчи | Голы |
| США        | США                  | США        | Лига  | Лига | Кубок США | Кубок США | Кубок лиги | Кубок лиги | Сев. Америка | Сев. Америка | Итог  | Итог |
| ---------- | -------------------- | ---------- | ----- | ---- | --------- | --------- | ---------- | ---------- | ------------ | ------------ | ----- | ---- |
| 2002       | Коламбус Крю         | МЛС        | 22    | 2    |           |           |            |            |              |              |       |      |
| 2003       | Коламбус Крю         | МЛС        | 22    | 2    |           |           |            |            |              |              |       |      |
| 2004       | Коламбус Крю         | МЛС        | 29    | 5    |           |           |            |            |              |              |       |      |
| 2005       | Коламбус Крю         | МЛС        | 27    | 5    |           |           |            |            |              |              |       |      |
| 2006       | Коламбус Крю         | МЛС        | 6     | 1    |           |           |            |            |              |              |       |      |
| 2006       | Лос-Анджелес Гэлакси | МЛС        | 9     | 0    |           |           |            |            |              |              |       |      |
| 2007       | Лос-Анджелес Гэлакси | МЛС        | 26    | 3    |           |           |            |            |              |              |       |      |
| Итог       | США                  | США        | 141   | 13   |           |           |            |            |              |              |       |      |
| Общий итог | Общий итог           | Общий итог | 141   | 13   |           |           |            |            |              |              |       |      |

### Международная
Был включен в состав сборной на Чемпионат мира среди молодёжных команд 2001 в Аргентине. Дебют за национальную сборную США состоялся в матче против 17 ноября 2002 года. Единственный гол за сборную Мартино забил 12 октября 2005 года в матче квалификации на ЧМ 2006 против Панамы. Был включен в состав сборной на Кубок конфедераций 2003 во Франции. Всего за сборную Мартино провёл 8 матчей и забил 1 гол.

## Карьера после футбола
В настоящее время Мартино является студийным аналитиком и комментатором на канале NBC Sports, комментируя английскую Премьер-лигу. Также Кайл является телеведущим на Travel Channels 36 Hours и  NBC's Spartan Race.
29 октября 2011 женился на актрисе Эве Амурри-Мартино.

## Достижения

### Командные
- Обладатель Открытого кубка США: 2002
- Обладатель MLS Supporters’ Shield: 2004

### Индивидуальные
- Новичок года в MLS: 2002